# Karel Kroupa (malíř)
Karel Kroupa (10. dubna 1930 Praha – 20. ledna 2011) byl český výtvarník, sochař, malíř a grafik. Odbornou veřejností je označován jako výtvarník tzv. střední generace. Trvale žil a tvořil v Praze. Věnoval se grafice, malbě, plastice a užitému umění. Hlavním proudem jeho práce byl obor volného umění, především s důrazem na zobrazení citu a obdivu k ženskému aktu. Člen Českého fondu výtvarných umění (ČFVU). Svého času byl členem výtvarného sdružení (skupiny) "R club".

## Studia
Na Vysoké škole uměleckoprůmyslové studoval (1949–1954) v ateliéru monumentální malby u profesorů Jana Baucha a Emila Filly.

## Tvorba
Zpočátku se ve svém díle Karel Kroupa pokoušel o syntézu kubismu a expresionismu. Nakonec si hledal vlastní výraz pro naléhavé pocity životních tlaků moderní doby.
Byl aktivní v řadě výtvarných oborů. Své práce v malbě, grafice i plastice řadil do otevřených tematických celků – cykly věnované Praze, Itálii a Ezopovým bajkám. Blízká mu byla i tematika Prahy počátku 20. století (Kisch, Kafka).
Velká část jeho výtvarných aktivit byla věnována i potřebám dne, což se projevilo např. v realizaci plakátů. Za mírový plakát obdržel druhou cenu mezinárodní soutěže v Moskvě v roce 1986.

## Žena v dílech Karla Kroupy
Hlavním motivem jeho prací byla postava ženy – cykly "Proti válce", "Proti násilí", "Antický cyklus", "Ať nemlčí múzy", "Rodina a žena" a Baudelairovy květy zla. V intimních tématech týkajících se ženských aktů lze nalézt linky smyslné výbušnosti ale také úzkosti a strachu. Ženské tělo není zobrazováno jako líbivá estetická kategorie, ale jako úlomky, dynamická zkratka či torzo baudelairovské básně. Jeho ženské akty v sobě obsahují překotnost doby a věčnou netrpělivost ženské povahy.

## Příklady některých děl Karla Kroupy
Zde uvedený výsek z děl volného a užitého umění ilustruje mnohotvárnost technik a témat výtvarníka, sochaře, malíře a grafika Karla Kropuy.

### Černá a bílá – kresby a grafika
- Kresby aktů (1983–1988)
- Monotypy v cyklech (1960–1988): Ezop; Žena a rodina; Múzy; Národní divadlo; Ze staré Rusi; Proti válce; Tváře a ruce; Tíha a opora; E. E. Kisch
- lepty a suché jehly v cyklech (1975–1988): Ženy; Proti válce; Řecko a Itálie
- Ex libris a novoročenky

### Barva – barevná grafika – obrazy a barevné aktivity (1948–1988)
- Barevné litografie v cyklech: Rodina, žena, láska; Praha; Sanctus Vitus Prague; Italská cesta; Živly; Sociální a protiválečný motiv
- Novoročenky
- Seriografie: Ezopovy bajky; Ženská figura
- Barevné aktivity, stříhaná grafika
- Barevné škály
- Oleje: Zátiší; Krajiny; Portréty; Figurální kompozice
- Tempery: Ženy a múzy; Malý zvěrokruh; Proti válce; Tváře a ruce
- Restaurované vlastní obrazy

### Plastika – sochy a reliéfy, plakety a medaile (1965–1988)
- Realizace v sádře: Hlavy a figury; Mateřství a rodina
- Realizace v cínu: Hlavy; Torza; Figurální reliéfy
- Realizace v bronzu: Torza; Niké
- Realizace v keramice: Tři grácie; Ležící; Reliéfy
- Plakety a medaile

## Plakátová tvorba (1970–1988)
- Plakát k 28. říjnu 1988

## Práce Karla Kroupy ve spolupráci s architekty a sochaři

### Ing. arch. Luděk Kozák
- 1974 – art protis a sgrafito, realizace pro PREFU Praha
- 1978 – gobelín a štukolustro, návrhy pro cementárnu AZKD

### Ing. arch. Jiří Jiroutek
- 1986 – návrhy pro rekreační objekt SOLUNA, plastika: mobil – slunce, měsíc

### Ing. arch. Stanislav Petrášek
- 1987 – Kulturní a informační středisko (KIS) ČSSR ve Varšavě, téma – československá kultura, realizace štukového reliéfu – Slovanský tanec
- 1987 – klub socialistického svazu mládeže (SSM) v Toskánském paláci na Hradčanském náměstí, realizace keramických objektů
- 1988 – téma Egon Ervín Kisch, medaile – reliéfy – objekty

### Akademický sochař J. V. Straka
- 1982 – studie k mříži pro Národní divadlo v Praze

## Výstavy

### Autorské výstavy Karla Kroupy
- ???? – Karel Kroupa, Dům československé kultury, Bukurešť
- 1988 – Karel Kroupa: Černá a bílá barva (Plastika, realizace a objekty), Výstavní síň SNB, PS a vojsk MV, Praha
- 1990 – Karel Kroupa: Obrazy, plastiky, grafika, Ústřední kulturní dům železničářů, Praha[p 1]

### Společné výstavy
- 1976 _ Žena v současné tvorbě, Výsledky výtvarné soutěže k Mezinárodnímu roku ženy, Praha, Praha
- 1982 – Výtvarní umělci Mostecku. Výstava obrazů, grafiky a plakátů z celostátní výtvarné soutěže k 50. výročí Velké mostecké stávky, Výstavní síň výtvarného umění, Most (Most)
- 1982 – Výtvarní umělci Mostecku. Výstava obrazů, grafiky a plakátů z celostátní výtvarné soutěže k 50. výročí Velké mostecké stávky, Zámek Litvínov, Litvínov (Most)
- 1982 – Výtvarní umělci Mostecku. Výstava obrazů, grafiky a plakátů z celostátní výtvarné soutěže k 50. výročí Velké mostecké stávky, Mánes, Praha
- 1982 – Výtvarní umělci Mostecku. Výstava obrazů, grafiky a plakátů z celostátní výtvarné soutěže k 50. výročí Velké mostecké stávky, Výstavní a koncertní síň Bedřicha Smetany, Ústí nad Labem (Ústí nad Labem)
- 1983 – Výtvarní umělci životu a míru. Výstava malířství, sochařství, grafiky a užitého umění k 35. výročí Vítězného února, Praha, Praha
- 1984 – Grafické techniky III. Sítotisk a serigrafie, Galerie d, Praha
- 1985 – Vyznání životu a míru. Přehlídka československého výtvarného umění k 40. výročí osvobození Československa Sovětskou armádou, Praha, Praha
- 1985 – Vyznání životu a míru. Přehlídka československého výtvarného umění k 40. výročí osvobození Československa Sovětskou armádou, Dom kultúry, Bratislava (Bratislava)
- 1986–1987 – České umění 20. století, Alšova jihočeská galerie v Hluboké nad Vltavou, Hluboká nad Vltavou (České Budějovice)
- 1987 – Žáci Fillovy školy, Obrazy, grafika, plastiky, Okresní muzeum Českého ráje, Turnov (Semily)
- 1987–1988 – Žáci Fillovy školy, Obrazy, grafika, plastiky, Okresní muzeum a galerie, Jičín (Jičín)
- 1987 – Současná česká medaile a plaketa, Mánes, Praha
- 1988 – Akt v tvorbě výtvarníků, Galerie d, Praha
- 1988 – Salón pražských výtvarných umělců '88, Park kultury a oddechu Julia Fučíka, Praha
- 1988 – Současné české exlibris, Galerie d, Praha
- 1989 – Z nových zisků Národní galerie v Praze (1987–1988), Národní galerie v Praze, Praha
- 1989 – Žáci Fillovy školy, Grafika, drobná plastika, Výstavní síň Emila Filly, Ústí nad Labem (Ústí nad Labem)
- 1990 – Žáci Fillovy školy, Zámek Chropyně, Chropyně (Kroměříž)[p 1]

## Katalogy

### Autorské katalogy Karla Kroupy
- 1988 – Karel Kroupa: Černá a bílá barva (Plastika, realizace a objekty)
- 1990 – Karel Kroupa: Obrazy, plastiky, grafika
- ???? – Karel Kroupa

### Kolektivní katalogy
- 1976 – Žena v současné tvorbě (Výsledky výtvarné soutěže k Mezinárodnímu roku ženy)
- 1982 – Výtvarní umělci Mostecku
- 1983 – Výtvarní umělci životu a míru (Výstava malířství, sochařství, grafiky a užitého umění k 35. výročí Vítězného února)
- 1985 – Vyznání životu a míru (Přehlídka Československého výtvarného umění k 40. Výročí osvobození Československa Sovětskou armádou)
- 1987 – Grafické techniky III. (Sítotisk a serigrafie),
- 1987 – České umění 20. století, Obrazy, plastiky, kresby, grafika (Přírůstky Alšovy jihočeské galérie za léta 1980–1985)
- 1987 – Žáci Fillovy školy (Obrazy, grafika, plastiky)
- 1987 – Současná česká medaile a plaketa (Přehlídka prací z let 1979–1986)
- 1987 – Z ateliérů medailérů
- 1988 – Současné české exlibris
- 1988 – Salón pražských výtvarných umělců ´88
- 1988 – Akt v tvorbě výtvarníků
- 1989 – Z nových zisků Národní galerie v Praze (1987–1988)
- 1989 – Žáci Fillovy školy (Grafika, drobná plastika)
- 1990 – Žáci Fillovy školy

## Karel Kroupa v dokumentech
- VINTER, Vlastimil. Atelier, Akty v galerii D [online]. čtrnáctideník Svazu českých výtvarných umělců, 1988-07-05 [cit. 2015-03-13]. Ročník 1, číslo 8, rok/měsíc/den vydání 1988/07/05, strana 3.
- Seznam výtvarných umělců evidovaných při Českém fondu výtvarných umění [online]. 1984 [cit. 2015-03-13].
- Slovník českých a slovenských výtvarných umělců 1950–2001 (VI. Kon – Ky) [online]. 2001 [cit. 2015-03-13].
- Pocta Emilu Fillovi od českých a slovenských výtvarných umělců [online]. 1982 [cit. 2015-03-13]. Album.